# Banc CAM
Banc CAM, era un banc propietat de la Caixa d'Estalvis del Mediterrani (CAM) amb seu a Alacant. A finals del 2011 el Banc d'Espanya va adjudicar l'entitat al Banc Sabadell, després que el FROB sanejés la CAM.
Amb la integració, Sabadell CAM ha quedat com a marca amb presència al País Valencià i Múrcia, la resta d'oficines han estat integrades a Banc Sabadell.

## Història
Banco CAM es va crear inicialment amb el nom de Banco Base, un grup bancari en creació amb seu a Madrid format per les caixes d'estalvi Cajastur, Caixa Mediterrani (CAM), Caja de Extremadura i Caja Cantabria. L'extinta Caja Castilla-la Mancha també formava part del grup, ja que fou adjudicada pel Banc d'Espanya a Cajastur, la qual la va convertir en un banc (Banco de Castilla-la Mancha) amb la denominació comercial CCM.
El 30 de març de 2011 les assemblees de Cajastur, Caja Cantabria i Caja de Extremadura van refusar la integració a Banco Base després de conèixer la situació de la Caixa d'Estalvis del Mediterrani, pitjor del que s'esperava. Donat el volum d'ajudes públiques que haurien necessitat, l'estat s'hauria convertit en el principal accionista del banc. Les tres caixes van anunciar la intenció de seguir endavant amb el projecte sense la CAM, i van crear Liberbank sense l'entitat alacantina.
El 8 d'abril de 2011, el Consell d'administració de la CAM va decidir l'adquisició de la totalitat del capital social de Banco Base així com el canvi de denominació de Banco Base a Banc CAM i el trasllat de la seu social de Madrid a Alacant. En ser nacionalitzat per l'estat es va realitzar un procés de compra per part del Banc Sabadell que es va completar l'1 de juny del 2012 amb l'adquisició de Banc CAM pel preu simbòlic d'un euro.